# José Javier Conde
José Javier Conde Pujana (Bilbao, 14 de julio de 1964) es un deportista español que compitió en atletismo adaptado. Ganó nueve medallas en los Juegos Paralímpicos de Verano entre los años 1992 y 2004.

## Palmarés internacional
| Juegos Paralímpicos | Juegos Paralímpicos      | Juegos Paralímpicos | Juegos Paralímpicos |
| Año                 | Lugar                    | Medalla             | Prueba              |
| ------------------- | ------------------------ | ------------------- | ------------------- |
| 1992                | Barcelona (España)       | Medalla de oro      | 800 m TS4           |
| 1992                | Barcelona (España)       | Medalla de oro      | 1500 m TS4          |
| 1992                | Barcelona (España)       | Medalla de oro      | 5000 m TS4          |
| 1992                | Barcelona (España)       | Medalla de oro      | 10000 m TS4         |
| 1996                | Atlanta (Estados Unidos) | Medalla de oro      | 5000 m T44-46       |
| 1996                | Atlanta (Estados Unidos) | Medalla de oro      | Maratón T42-46      |
| 2000                | Sídney (Australia)       | Medalla de oro      | Maratón T46         |
| 2000                | Sídney (Australia)       | Medalla de plata    | 5000 m T46          |
| 2004                | Atenas (Grecia)          | Medalla de plata    | 5000 m T46          |